# Laurent Baluc-Rittener
Pas d'image ? Cliquez ici

a Compétitions nationales et continentales officielles uniquement.

Dernière mise à jour le 9 janvier 2019.
Laurent Baluc-Rittener, né le 24 novembre 1981 à Narbonne, est un joueur français de rugby à XV évoluant au poste de troisième ligne aile.

## Biographie
Après sa carrière, il occupe un rôle de manager dans une société internationale dans les énergies renouvelables.
Du 6 octobre 2014 au 7 janvier 2019, il est membre du comité directeur de Provale, le syndicat national des joueurs de rugby. À l'issue de ce mandat, il mène une liste pour prendre la présidence du syndicat mais est battu par le président sortant Robins Tchale-Watchou.

## Clubs successifs
- 2002-2005 : RC Narbonne
- 2005-2006 : CS Bourgoin-Jallieu
- 2006-2008 : RC Narbonne
- 2008-2013 : SC Albi
- 2013-2015 : US Colomiers
- 2015-2016 : Avenir castanéen

## Palmarès

### En club
- Champion de France Reichel

### En sélection nationale
- International France A : 1 sélection en 2005 (Italie A)
- International universitaire : 1 sélection en 2003 (Pays de Galles U)
- International de rugby à 7